# Вайнштейн Борис Якович
Вайнште́йн Бори́с Я́кович (нар. 28 травня 1910 — 6 грудня 1944) — радянський офіцер, Герой Радянського Союзу. В роки радянсько-німецької війни заступник командира стрілецького батальйону з політичної частини 206-го стрілецького полку (99-та стрілецька дивізія, 46-а армія, 2-й Український фронт), капітан.

## Біографія
Народився 28 травня 1910 року в Києві в сім'ї робітника. Єврей. Член ВКП(б) з 1943 року. У 1924—1930 роках працював шпалерником меблів, навчався на вечірньому відділенні робітфаку. В 1932 році закінчив два курси Харківського авіаційного інституту. Працював на меблевій фабриці.
У Червоній армії в 1933—1934 роках і з 1941 року (покликаний як молодший політрук запасу). У 1933 закінчив курси середнього комскладу.
Учасник радянсько-німецької війни з червня 1941 року. Брав участь в оборонних боях в Україні та Північному Кавказі. З 1943 року брав участь у боях за відвоювання Правобережної та Західної України. У 1944 році у складі 99 стрілецької дивізії звільняв Угорщину. На початку грудня 1944 року в період підготовки до форсування Дунаю капітан Ванштейн провів політико-виховну роботу серед особового складу батальйону. 5 грудня 1944 року першим переправився через річку на північ від міста Ерчі (Угорщина).
6 грудня 1944 року повів батальйон в наступ, забезпечивши прорив оборони противника. У цьому бою загинув.
Звання Героя Радянського Союзу присвоєне посмертно 15 травня 1946 року.

Могила Бориса Вайнштейна

Був похований у населеному пункті Кішмартон (28 км на південний захід від Будапешта, Угорщина). Перепохований в Києві на Міському кладовищі «Берківці».